# Cornelia Oschkenat
Cornelia Oschkenat (República Democrática Alemana, 29 de octubre de 1961) es una atleta alemana, especializada en la prueba de 100 m vallas en la que llegó a ser medallista de bronce mundial en 1987.

## Carrera deportiva
En el Mundial de Roma 1987 ganó la medalla de plata en los relevos 4 x 100 metros, quedando tras Estados Unidos y por delante de la Unión Soviética, y el bronce en los 100 metros vallas, con un tiempo de 12.46 segundos, llegando a meta tras la búlgara Ginka Zagorcheva y su compatriota la también alemana Gloria Siebert.